# تراثنا الفكري في ميزان الشرع والعقل (كتاب)
تراثنا الفكري في ميزان الشرع والعقل كتاب للشيخ محمد الغزالي، نشر في عام 1992. يعد هذا الكتاب أحد الأبحاث القيمة التي كتبها محمد الغزالي (1416هـ- 1996م)، وهو على حد قوله قد كتبه في مدة قاربت على الستة أشهر أو يزيد. حاول الغزالي في هذا الكتاب استعراض أسباب المحنة التي تمر بها الأمة الإسلامية، التي هي خمس العالم من ناحية التعداد، ولكنها في ساحات الإنتاج وفي نماذج الخلق الزاكي والتعاون المؤثر والحريات المصونة غير موجودة.

## موضوع الكتاب
قسم الغزالي الكتاب إلى عشرة أقسام أو فصول، ويبدأ الكتاب منذ بدأ الخليقة، أي منذ خلق آدم وحتى القرن الخامس عشر. ففي البداية تحدث الشيخ عن معرفة الإسلام، أي أن الإسلام دين المعرفة، وبين أن الملائكة ما سجدوا لآدم، وما فضل الله آدم عليهم إلا بالعلم، وأعطى لفتة جميلة إلى تفسير الأسماء في قولهِ تعالى وعلم آدم الأسماء كلها أي العلوم التي وضعها الله لسير الحياة على الأرض من علوم الطب والهندسة والصناعة والزراعة؛ فالله خلق بني آدم وأودع لهم أشياءً في الأرض بها يعيشون قال تعالي ولقد مكناكم في الأرض وجعلنا لكم فيها معايش قليلا ما تشكرون، فيجب على بني آدم أن يقدروا هذه النعمة وأن يقدروا هذا التفضيل الذي فضل بهِ أبيهم على الملائكة، فيجب عليهم كذلك أن ينهضوا في كل العلوم المختلفة.
ويستنكر الشيخ حال المسلمين وخاصة العرب منهم في تأخرهم في كل شئ واعتمادهم الكلي على الغرب، مع أنهم أحق بأن يعمروا هذهِ الأرض أكثر من غيرهم؛ فالله جعل كل ما في الأرض لهم وخصصها لهم كي يعيشوا فيها، قال تعالى: هو الذي جعل لكم الأرض ذلولا فامشوا في مناكبها وكلوا من رزقه وإليه النشور فالمسلمون خاصة يجب عليهم أن يتنحوا عن هذا الكسل الذي يحيط بهم من كل مكان والذي هم فيهِ منذ مئات السنين.
ثم يبين الشيخ تحت عنصر آخر ما كان عليه خاتم الأنبياء والمرسلين والتربية التي رباها النبي لأصحابه الكرام؛ فالنبي ربى أصحابه على العلم والمعرفة، وأنهم ليسوا وحدهم في هذه الأرض، فلا ينبغي أن ينشغلوا بشؤونهم فقط، ولا ينسوا أنهم شهداء على الناس، فهذه التربية التي رباها محمد لأصحابهِ إنما هي التي رباها لهُ ربه، وفي هذا قال الشيخ إن الله ربَي محمد ليربي به العرب، وربي العرب بمحمد  ليربي بهم الناس كافة.
ثم يتناول الشيخ بعض الصور القبيحة التي تسيء للإسلام والمسلمين تحت عنوان توضيح الصور، والتي يعرضها من يتكلمون باسم الدين عرضا ساقطا يجعل من الدين مكانة رديئة وسط كل الديانات، ورفعت باقي الأديان فوق هذا الدين، وجعلت من المتدينين أشخاصا لا يعلمون سوى الطريق إلى المسجد وكفى! وأنهم لا يعرفون سوى الفقر والذل والإهانة من غيرهم ممن ينتسبون إلى الديانات الأخرى. وقد أوضح بعضا من تفسيرات ابن عربي التي وصفها ووصف صاحبها بالعبث والكذب وحذر منها أشد الحذر. على سبيل المثال قول بن عربي على فرعون أنه مات تائبا مسلما لله طاهرا، وهنا يعلق الشيخ بقوله: هذا كلام رجل لم يقرأ قوله تعالى: يقدم قومه يوم القيامة فأوردهم النار وبئس الورد المورود. ثم يتسائل الشيخ: هل فرعون يقدم قومه إلى خازن النار، ثم يعود ليدخل الجنة؟! وغيرها من النظرات الساقطة لابن العربي وغيره التي ما صنعت الشيء إلا خزيا للإسلام، وفرحت أعداء الإسلام في أهله!.
ثم يتبع الشيخ هذا الكلام مباشرة بعنوان لفصل بأكمله وسماه أثر الدعاة على الدعوة، أوضح فيه بداية أن الدعاة إلى الله بمثابة العمود الفقري للدعوة؛ فبهم يسير كل شئ حسنا كان أم قبيحا، وبهم تنهض الدعوة، وبهم ترقد، كما يظهر في الوقت الحالي بعضاً منهم يقفون على منبر رسول الله وهم لا يفقهون شيئا سوى رفع الأصوات، وحذاقة الكلام، ولا يدرون ما يقولون ولا يفعلون ما يعلمون، وقد علق عليهم الشيخ قائلًا: إنه في عصرنا الآن غلمانا سفهاء يحملون علما مغشوشا أو جهلا مركبا. ثم ذكر أمثلة كثيرة للقضايا التي يتمسك فيها بعض الدعاة ويثيرونها على المنابر، والتي تكاد تجعل بعض من يسمعها يتمنى أن لو اعتنق دينا آخر غير الإسلام: مثل قضايا المرأة ومكانتها في المجتمع، ومالها من حقوق محفوظة في الدين الإسلامي، ومثل الجهاد والحروب في الإسلام، وأن الإسلام جاء بالسيف وغيرها.
ثم يتابع الشيخ حديثه عن البدعة، وعن الضوابط التي يجب الاحتراز بها من البدع ويقول: إن الخوف هو تحويل الصورة التي يقوم بها أي انسان إلى قانون عام يحمد فاعله ويذم تاركه، وكأنما هو وحي من عند الله. ولقد سئل الشيخ ذات مرة عن قراءة القرآن مع جماعة بصوت مرتفع بين المغرب والعشاء فقال: لا آمر به ولا أنهى عنه والأحب إلي أن أقرأ وحدي، وليس لمن يفعلها أن يشد الناس إليها أو يلوم من لم يفعلها.
ويستأنف الشيخ حديثه في فصل منفرد عن التاريخ الإسلامي، ويؤكد على ضرورة إعادة هيكلة التاريخ أو إعادة صياغته حتى القرن الخامس عشر لأن هناك مآخذ كثيرة على المسرود للجموع من التاريخ. وقد اقترح الشيخ إنشاء لجنة مخصصة لذلك من علماء موثوق بأمرهم هم من يقومون بهذا العمل الشاق. ثم أوضح على هامش التفسير بطريقة مجملة أنواع التفسيرات بأكملها، وأكد كثيرا على أهمية التفسير البياني والتفسير البلاغي للقرآن. ثم يرى الشيخ أن من أهم التفسيرات للقرآن هو التفسير الموضوعي وذكر رائد التفسير الموضوعي في عصره الشيخ محمد عبده وذكر ماله من أعمال عظيمة في التفسير الموضوعي للقرآن الكريم.
بعد ذلك نبه الشيخ على ضرورة المقارنة بين التفسير الموضعي والتفسير الموضوعي؛ فالتفسير الموضعي لابد منه قبل البدء بالتفسير الموضوعي، الفهم الجيد لسياق الآية التي تتناول قضية واحدة. ويطلق التفسير الموضوعي على نوعين جديدين من خدمة الكتاب العزيز، أولهما: تتبع قضية ما في القرآن كله وشرحها على ضوء الوحي النازل خلال ربع قرن تقريبا؛ والثاني: النظر المتغلغل في السورة الواحدة لمعرفة المحور الذي تدور حوله، والخيوط الخفية التي تجعل أولها تمهيدا لآخرها.
ثم يبين الشيخ مدى أهمية الاجتهاد في كل عصر من العصور، أو زمن من الأزمان لمن هم أهل للاجتهاد وليس لأي إنسان يظن نفسه أهلا له، وركز على أنه لابد أن يحترم أي رأي في اجتهاده، ويجب النظر في كل الآراء حتى الآراء المخالفة للأئمة الأربعة، فقد تكون هناك حاجة للاطلاع عليها بعد وقت. كما حدث مع ابن تيمية عندما خالف رأي الإجماع فعارضهُ الكل في زمانه، لكن بعد ذلك ظهرت أقوال ابن تيمية فوجدناها أنها أقرب للصواب على الرغم من مخالفتها للإجماع. ثم أورد الشيخ آراء كثيرة للعلماء المعاصرين في مسألة الاجتهاد الفردي أو الجماعي.
وينتقل الشيخ في فصله قبل الأخير إلى حديثه عن سنة النبي والتعامل معها. ولاهتمام المؤلف بهذه النقطة، قد ألف فيها أيضا كتابا كاملا لها سماه  السنة النبوية بين أهل الفقه وأهل الحديث، كتاب جمع فيه تفصيلا كل القضايا التي قد تطرح على استخدام السنة في التشريع. وقد شرع الغزالي بذكر أهمية الكتب الستة التي يجب الرجوع إليها في علم الحديث وأثنى عليها بكل خير وأثنى على رجالها مثل البخاري ومسلم وبن ماجه والنسائي والترمذي ثم ذكر نهج كل واحد منهم في انتقاء الأحاديث.
وبدأ الشيخ في حديثه عن أن هناك في السنة ما هو ظني الثبوت وظني الدلالة، والظني من جهة الثبوت والدلالة لا يمكن لأحد أن يكفر منكره، وهذا ما جعل الغزالي يتطرق في حديثه عن استخدام الحديث الأحاد في التشريعات، وذكر أقوالا عديدة في ذلك لكثير من العلماء، من أبرزها مقولة شيخ الأزهر السابق محمود شلتوت عندما قال في كتابه: «أن الإسلام عقيدة وشريعة»، حيث شرح الفرق بين الظن واليقين في المعرفة الدينية جاء فيه ما يلى: «إذا كانت العقيدة لا تثبت إلا بنص قطعي في وروده ودلالته، كان لا بد من تبيين المبادئ التي تقوم عليها قطعية السنة أو ظنيتها ما يجب التنبه له في هذا المقام، وأن الظنية تلحق السنة من جهتي الورود والدلالة، فقد يكون في اتصال الحديث برسول الله شبهة فيكون ظني الورود، وقد يلابس دلالته احتمال فيكون ظني الدلالة وقد يجتمع فيه الأمران فيكون ظنيا وروده ودلالته».
وبين الغزالي في الفصل الأخير أهمية اللغة العربية بالنسبة للعرب والمسلمين، وأن العرب لما تخلو عن لغتهم وعن تراثهم أصابهم الخزي والإهانة، وقد شدد الشيخ على ضرورة تدريس اللغة العربية في مدارس الغرب حتى يتلى القرآن كما أنزل على النبي محمد.